# Argyropelecus gigas
Argyropelecus gigas es una especie de pez del género Argyropelecus.

## Descripción
Es conocido como pez hacha por la forma de su cuerpo, similar a la hoja de un hacha. Se trata de una especie que cuenta con 9-10 radios blandos dorsales, 12-13 radios blandos anales, ausencia de espinas dorsales y anales. Provisto de escamas ventrales, el cuerpo es alto y es una especie relativamente diminuta, con 12 cm de longitud (4,72 pulgadas). Presenta ojos desorbitados, además de fotóforos a lo largo de su cuerpo que le ayudan a emitir luz en las profundidades. Se cree que también utiliza estos fotóforos como herramienta para el apareamiento y camuflaje.

## Distribución
Se distribuye por la parte del Atlántico oriental, principalmente desde Portugal hasta Sudáfrica, además en Islandia. En el  Atlántico occidental, el golfo de México, también reportado en Argentina. En el Pacífico oriental y occidental. Especie marina mesopelágica y oceánica cuyo rango de profundidad es 300-1000 m, pero normalmente suele habitar entre 400-600 m.